# Утакмице фудбалске репрезентације Мађарске 1996.
| Домаћин | Гост |

Фудбалска репрезентација Мађарске је током 1996. године одиграла осам званичних утакмица. У квалификацијама за Светско првенство 1998. Норвешка, Швајцарска, Финска и Азербејџан били су у групи са мађарском репрезентацијом. Пред крај године репрезентација је одиграла 3 утакмице квалификација за Светско првенство, од којих су 2 завршене победом и 1 поразом.
Савезни селектор националног тима у овом периоду је био:
- Јанош Чанк

## Утакмице
| Хрватска                                                | 4 : 1 (2 : 1) | Мађарска   |
| ------------------------------------------------------- | ------------- | ---------- |
| Е. Брајковић 6’ · Шукер 23’ · И. Памић 65’ · Станић 75’ | Извештај      | 39’ Н. Нађ |

| Мађарска | 0 : 2 (0 : 1) | Аустрија                        |
| -------- | ------------- | ------------------------------- |
|          | Извештај      | 12’ Т. Полстер · С. Марасек 68’ |

| Енглеска                                        | 3 : 0 (1 : 0) | Мађарска |
| ----------------------------------------------- | ------------- | -------- |
| Д. Андертон 39’ · Д. Плат 53’ · Мрачко 63’ (аг) | Извештај      |          |

| Мађарска | 0 : 2 (0 : 1) | Италија                      |
| -------- | ------------- | ---------------------------- |
|          | Извештај      | 7’ Казираги · 47’ (аг) Банфи |

| Мађарска                         | 3 : 1 (2 : 0) | УАЕ           |
| -------------------------------- | ------------- | ------------- |
| Клаус 12’ · Урбан 35’ · Орос 64’ | Извештај      | 88’ С. Бекхит |

| Мађарска | 1 : 0 (1 : 0) | Финска |
| -------- | ------------- | ------ |
| Орос 16’ | Извештај      |        |

| Норвешка                    | 1 : 0 (1 : 0) | Мађарска |
| --------------------------- | ------------- | -------- |
| К. Рекдал 83’ 89’ 90’ (пен) | Извештај      |          |

| Азербејџан | 0 : 3 (0 : 1) | Мађарска                        |
| ---------- | ------------- | ------------------------------- |
|            | Извештај      | 42’ 70’ (пен) Њилаш · 83’ Урбан |

## Голгетери у 1996.
| - Саболч Шафар (голман) - Јанош Чанк (селектор) |

## Извори и спољашње везе
- Све утакмице репрезентације Мађарске
- Репрезентација Мађарске на фудбалској бази података
- Утакмице репрезентације Мађарске (1996)